# San Jenaro sale ileso del horno
San Jenaro sale ileso del horno es una pintura bajo al técnica óleo sobre cobre plateado (320×200 cm) de José de Ribera de 1646 conservado en la capilla real del Tesoro di San Gennaro en Nápoles.

## Historia
El retablo forma parte de un grupo de obras ejecutadas por Domenichino y Lanfranco en la capilla lateral izquierda de la Capilla Real del Tesoro di San Gennaro dentro de la catedral de Nápoles, constituyendo de hecho la única obra pictórica «napolitana» en comparación con todas las demás de la escuela emiliana.

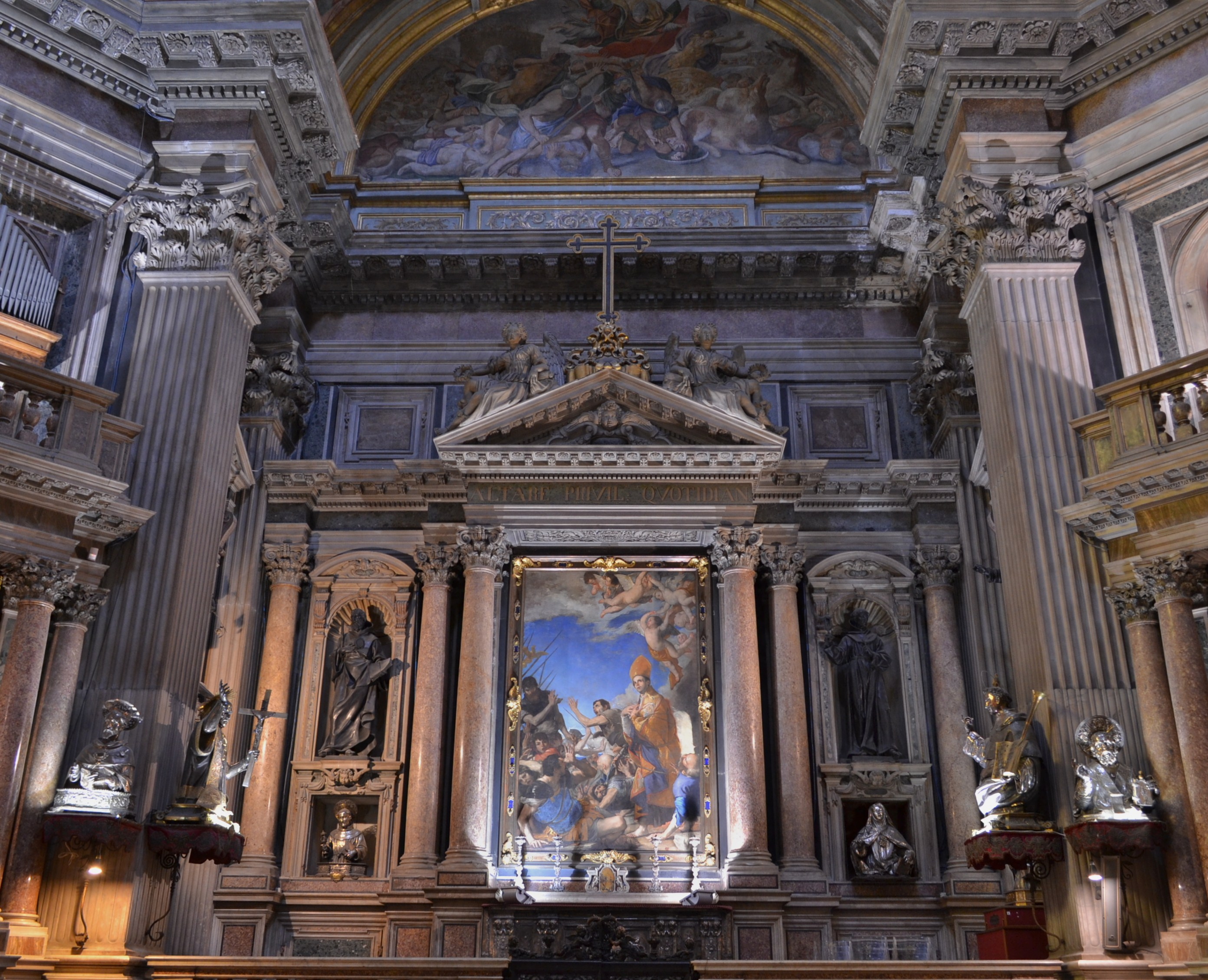
Vista general de la capilla.

Todo el ambiente refleja la existencia de obras (frescos en las lunetas de los arcos secundarios y en los peducci de la cúpula, además de otras 5 pinturas sobre cobre en las capillas laterales y en los altares adosados a las columnas de la cúpula) realizadas por Domenichino. Sin embargo, debido a su prematura e inesperada muerte en 1641, no pudo completarlas. Por lo tanto, quedaron por realizar una pintura destinada al altar de la capilla derecha (posteriormente asignada a Ribera) y el gran fresco central de la cúpula, mientras que otra pintura destinada al altar del lado izquierdo del columnado, hacia el altar mayor, quedó inconclusa.
Fueron convocados para completar los trabajos de la capilla Lanfranco, quien realizó la escena del Paraíso en la cúpula; Massimo Stanzione, quien terminó la pintura que Domenichino había dejado incompleta, aunque no recibió el elogio de los miembros de la Diputación del Tesoro, por lo que la obra fue trasladada a la sacristía de la capilla, mientras que en el ambiente principal permaneció visible la escena inacabada del pintor boloñés. Asimismo, Ribera recibió el encargo de ejecutar la escena de San Jenaro saliendo ileso del horno en 1641, por una suma total de 1400 ducados, completándola únicamente en 1646 para entregarla finalmente a la Diputación del Tesoro en 1647. 
El pintor español recibió como anticipo para la ejecución de la pintura la suma de 400 ducados, mientras que los 1000 restantes le fueron entregados al momento de la entrega de la obra, que, sin embargo, se realizó con un retraso considerable respecto a los tiempos previstos, debido también a los problemas físicos y psicológicos que afectaron al artista en esos años.  Debido al considerable número de figuras representadas, parece que incluso la suma acordada con el comitente no fue suficiente para cubrir los costos de los materiales necesarios para la realización de la obra. De hecho, se dice que fue el propio Ribera quien tuvo que cubrir la diferencia con su propio dinero.

## Descripción
La escena representa a San Jenaro con vestiduras episcopales, descalzo y atado con una cuerda, mientras sale ileso del horno ardiente con la mirada dirigida hacia los querubines situados en una esquina superior del cuadro.
Varios otros personajes presentes en la escena, alrededor de una docena, contemplan maravillados el milagro. La obra es considerada por los expertos como una de las más destacadas del pintor español, tanto por la plasticidad de los personajes como por el cuidado de los detalles y la extraordinaria capacidad expresiva.
En esta pintura de la madurez del artista, se percibe plenamente la evolución de Ribera desde el crudo realismo tenebrista de influencia caravaggista de sus primeros años hacia una apertura cromática de estilo neo-veneciano y una composición clasicista de inspiración boloñesa. Es evidente y, en cierto modo, "impuesto", el diálogo con Domenichino, a quien corresponde en gran medida la decoración preexistente de la Capilla del Tesoro. Sin embargo, en este magistral trabajo de Ribera, conocido como Spagnoletto, también se han identificado conexiones con otras obras de los grandes maestros de la escuela boloñesa. Por ejemplo, se aprecia una referencia a la Conversión de San Pablo de Ludovico Carracci en la figura en primer plano dispuesta en el suelo, y otra a la Matanza de los Inocentes de Guido Reni en el niño asustado y gritando que aparece en el lado izquierdo de la composición. 

El cuadro está firmado y fechado en la piedra de abajo a la derecha: «Joseph de Ribera, hispa/nus F. 1646». 

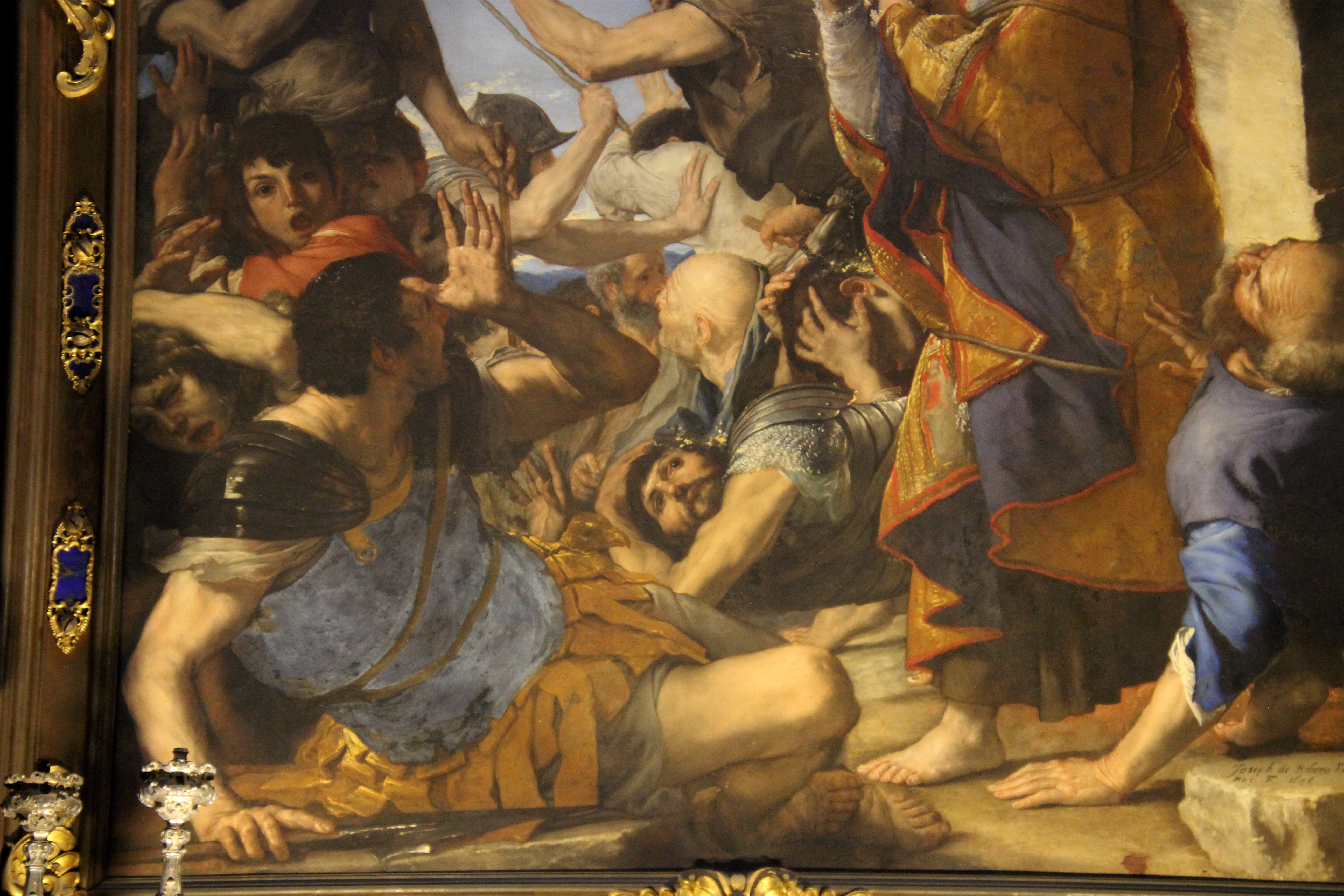
Registro inferior
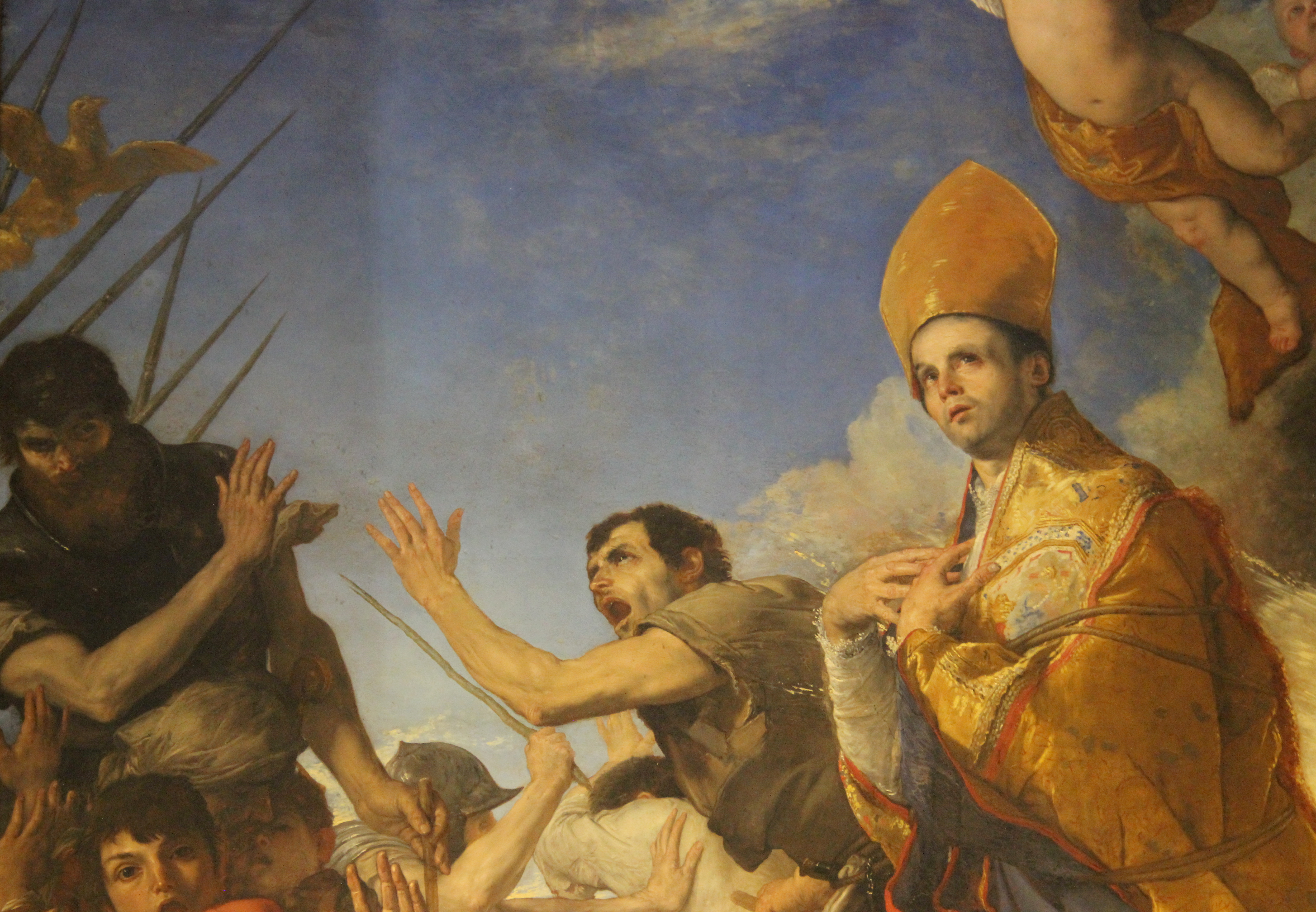
Registro mediano
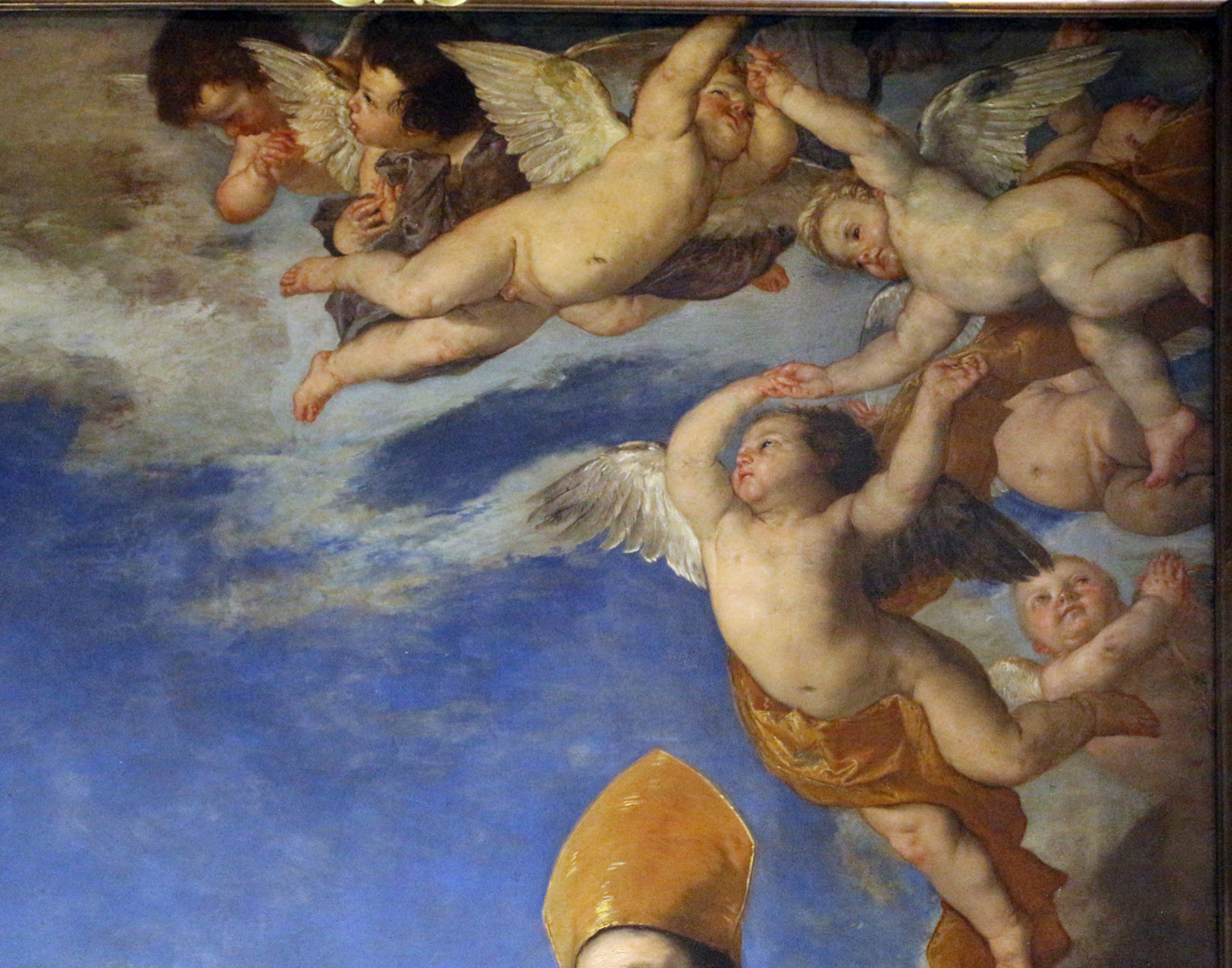
Detalle del registro superior
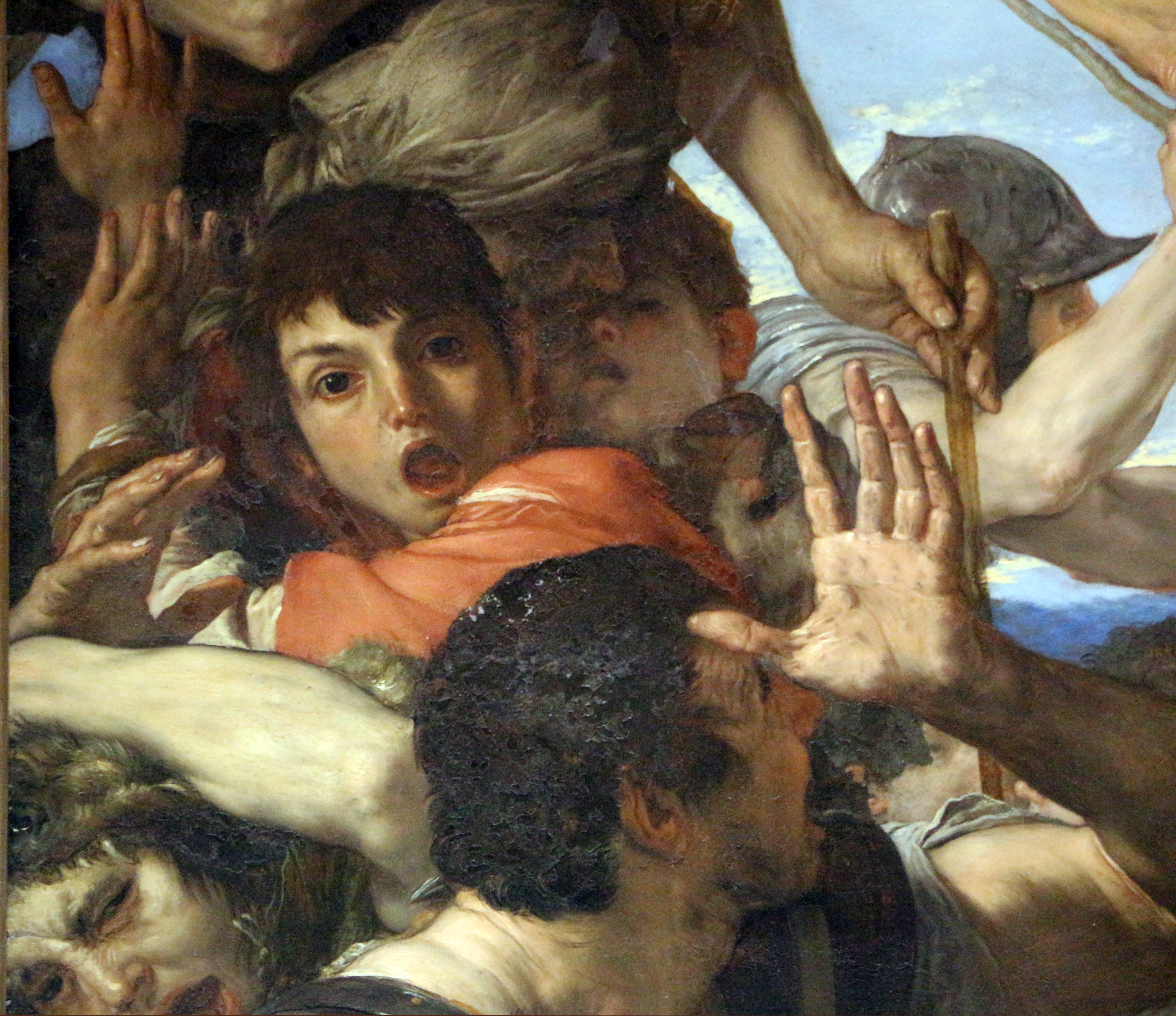
Detalle